# Prosoplus maculosus
Prosoplus maculosus là một loài bọ cánh cứng trong họ Cerambycidae.